# K-On!
K-On! (けいおん! Keion!) là một loạt manga bốn khung tranh đề tài âm nhạc do Kakifly sáng tác và minh họa. Manga bắt đầu đăng trên tạp chí seinen Manga Time Kirara của Houbunsha từ số ra tháng 5 năm 2007 đến tháng 10 năm 2010. Bộ truyện tranh cũng ra mắt song song trên một tạp chí khác của Houbunsha là Manga Time Kirara Carat. Manga xuất hiện trở lại vào tháng 4 năm 2011 với hai phần truyện riêng biệt được chia ra cho Manga Time Kirara và Manga Time Kirara Carat. Một bản chuyển thể anime dài 13 tập do Kyoto Animation sản xuất bắt đầu phát sóng tại Nhật Bản từ tháng 4 đến tháng 6 năm 2009. Một tập OVA bổ sung đã phát hành sau đó vào tháng 1 năm 2010. Loạt anime nối tiếp sê-ri đầu tiên dài 26 tập, mang tựa K-On!! (với hai dấu chấm than), bắt đầu phát sóng tại Nhật Bản từ tháng 4 đến tháng 9 năm 2010, cũng kèm theo một OVA ra mắt vào tháng 3 năm 2011. Một bộ phim anime đã được Kyoto Animation công bố sản xuất và sẽ công chiếu tại tại Nhật vào ngày 3 tháng 12 năm 2011. Một trò chơi điện tử thể loại nhịp điệu do Sega phát triển đã phát hành vào ngày 30 tháng 9 năm 2010. Tựa đề tác phẩm là từ tiếng Nhật mang nghĩa nhạc nhẹ, keiongaku (軽音楽), nhưng ở Nhật Bản từ này được hiểu cùng nghĩa với nhạc pop.
Bốn tập truyện K-On! bán rất chạy, nằm trong tốp các manga có doanh số cao nhất tại Nhật Bản, trung bình mỗi tập có hơn 20.000 bản được bán thành công ngay tuần đầu tiên phát hành. Đĩa Blu-ray (BD) tập 1 của anime mùa đầu tiên đã giữ kỉ lục về số lượng đĩa tiêu thụ từ tháng 8 đến tháng 10 năm 2009. Các tập sau đó nhiều lần đứng đầu bảng xếp hạng BD của Oricon, trở thành tác phẩm có lượng đĩa BD tiêu thụ cao nhất trong lịch sử anime, với hơn 500.000 bản tính đến tháng 2 năm 2011. Các nhạc phẩm của anime cũng được đón nhận nhiệt liệt, liên tục giữ các thứ hạng cao nhất trên bảng xếp hạng đĩa của Oricon, trong đó có ba CD được Hiệp hội Công nghiệp ghi âm Nhật Bản chứng nhận Đĩa vàng, và một CD chứng nhận bạch kim. Anime cũng được trao danh hiệu Phim hoạt hình truyền hình hay nhất của Tokyo International Anime Fair năm 2010. Ngoài ra, nhiều sản phẩm thương mại khác theo chủ đề K-On! sau khi ra mắt đã mang lại lợi nhuận 1,8 tỉ yên cho đài truyền hình TBS, cơ quan phát sóng bộ phim này.

## Cốt truyện
Nội dung của K-ON! xoay quanh bốn cô gái đang học năm đầu cấp 3 cùng tham gia vào câu lạc bộ nhạc nhẹ của trường Trung học Nữ Sakuragaoka nhằm cứu nó không bị đóng cửa. Tuy nhiên vào lúc đầu, Hirasawa Yui, một thành viên câu lạc bộ, không hề có kinh nghiệm sử dụng nhạc cụ hay cách đọc các bản ký âm; cuối cùng, cô đã chọn nhạc cụ phù hợp với mình là một cây ghi-ta. Từ đó, Yui, tay trống Tainaka Ritsu, tay bass Akiyama Mio và Kotobuki Tsumugi chơi keyboard dành nhiều thời gian tại trường của họ để luyện tập, trình diễn, tuy đa phần chỉ là tụ tập để chơi đùa và uống trà. Quản lý câu lạc bộ là giáo viên dạy nhạc Yamanaka Sawako, sau này cô trở thành giáo viên chủ nhiệm của các nhân vật chính trong năm cuối cấp. Khi năm học thứ hai bắt đầu, câu lạc bộ chào đón một tay ghi-ta mới là Nakano Azusa, học dưới họ một lớp. Từ khi có Azusa tham gia, câu lạc bộ có quy củ hơn và bắt đầu luyện tập nhiều hơn.
Sau khi tốt nghiệp cấp 3, Yui, Ritsu, Mio và Tsumugi cùng ghi danh vào một trường đại học. Ở đó, họ tham gia một câu lạc bộ nhạc nhẹ mới cùng với ba sinh viên khác là Wada Akira, Yoshida Ayame và Hayashi Sachi. Trong khi đó, Azusa tiếp tục duy trì câu lạc bộ tại trường của mình cùng với em gái của Yui là Ui, và bạn cùng lớp của họ, Suzuki Jun. Câu lạc bộ nhạc nhẹ trường Sakuragaoka cũng có thêm hai thành viên mới là Saitō Sumire và Okuda.

## Nhân vật
Năm nhân vật chính là thành viên của ban nhạc Ho-kago Tea Time (放課後ティータイム Hōkago Tī Taimu, Tiết trà sau giờ học). Yotsumoto Toshimi của ASCII Media Works chỉ ra rằng tên các nhân vật trong K-On! lấy ý tưởng từ các thành viên trong hai ban nhạc Nhật là P-Model và The Pillows.

### Houkago Tea Time
Hirasawa Yui (平沢 唯)
Lồng tiếng bởi: Toyosaki Aki
Yui là nhân vật chính của K-On!!. Cô là một trong các thành viên của câu lạc bộ nhạc nhẹ và chơi ghi-ta điện Heritage Cherry Sunburst Gibson Les Paul Standard, nhạc cụ được Yui đặt biệt danh là "Gīta" (ギー太). Cô không thường có điểm tốt ở trường (mặc dù khi được rèn luyện đúng cách, cô có thể đạt được những kết quả đáng kinh ngạc) và dễ bị những thứ linh tinh làm phân tâm (chủ yếu là những thứ hay người cô cho là đáng yêu và dễ thương). Yui khá vụng về, lười biếng và thường xuyên lãng phí thời gian. Cô có mái tóc nâu dài ngang vai (dài hơn một chút so với Ritsu) được vén một bên má bằng cây kẹp tóc nhỏ màu vàng. Cô hầu như không từ chối thưởng thức bất kì loại đồ ăn nào (dù không bao giờ bị tăng cân, điều này khiến Mugi, Mio và Sawako phải ganh tị). Cô có một em gái tên là Ui, tuy nhỏ hơn Yui một tuổi nhưng rất người lớn và có cách hành xử như "chị gái" của Yui, chăm sóc Yui rất chu đáo. Trong các buổi biểu diễn, Yui chơi với năng lượng tuyệt vời và tràn đầy niềm vui, thường làm tăng sự phấn khích từ phía khán giả.
Yui là ca sĩ và tay ghi-ta chính của ban nhạc với một trình độ siêu đẳng - cô có thể điều chỉnh tông ghi-ta của mình một cách hoàn hảo mà không cần bộ chỉnh nhịp, gây ấn tượng mạnh với Azusa, người chơi ghi-ta thậm chí còn lâu hơn Yui. Cô vô tư thực hiện mọi công việc được giao và khi đã chú tâm thật sự thì luôn hoàn thành chúng rất xuất sắc, không may thay cô lại không giữ được sự tập trung và kĩ năng khi phải hoàn thành hai mục tiêu trong cùng một thời điểm, và một trong hai mục tiêu của cô trở nên tệ hại trầm trọng (ví dụ: Yui chú tâm thật sự để hoàn thành tốt kì thi, và cô đã đạt được điểm số cao tuyệt đối trong khi trình độ ghi-ta bị xuống cấp nhanh chóng). Không tính tất cả các việc trên, Yui luôn là thành viên tích cực và làm mọi thứ vì câu lạc bộ. Tại trường, cô được một lượng khá người hâm mộ nhờ giọng ca tuyệt vời. Tuy nhiên, Yui có đôi lúc quên cả lời bài hát ngay trên sân khấu và lạm dụng thời gian diễn để nói linh tinh, khiến các ý định của cô và ban nhạc không thể thực hiện được. Mio từng là giọng ca chính của ban nhạc khi Yui không thể cùng một lúc vừa chơi ghi-ta vừa hát. Yui còn viết lời một số bài hát rất trẻ con và Ui cũng giúp cô trong công việc này.
Tainaka Ritsu (田井中 律)
Lồng tiếng bởi: Satō Satomi
Ritsu (có nickname là 'Ricchan' do Yui đặt) là hội trưởng tự phong của câu lạc bộ nhạc nhẹ và chơi một dàn trống Rick Marotta Signature Yamaha Hipgig màu vàng kèm theo một floor tom (trong đoạn giới thiệu mở đầu) kết hợp với chiếc chũm chọe Avedis Zildjian, mặc dù cô cũng được thấy khi đang chơi dàn trống Yamaha Absolute Series màu trắng. Cô khá lơ đãng nhưng cũng rất lạc quan giống như Yui, và thường xuyên quên các hoạt động và thông báo của ban nhạc, hay thường bị khiển trách bởi Mio và Nodoka do liên tục không nhớ gửi các đơn hành chính quan trọng phục vụ câu lạc bộ nhạc nhẹ. Ritsu rất hài hước, thích làm những trò đùa ngớ ngẩn hầu như mọi lúc. Cô thường nảy ra nhiều ý tưởng giúp tăng tiền quỹ của câu lạc bộ. Ritsu có mái tóc dài ngang vai màu nâu, được vén lên cao ở giữa trán bằng cây xước tóc màu vàng, và không thích mặc áo khoác của trường. Ban đầu cô nói rằng mình chọn chơi trống vì trông rất là "ngầu", nhưng sau đó Ritsu thừa nhận rằng cô không quen xử lý các nhạc cụ đòi hỏi phải cử động phức tạp những ngón tay, như bass, ghi-ta và keyboard.
Cô là bạn thân với Mio từ khi còn rất nhỏ và luôn trêu chọc Mio khi khám phá ra chuyện gì đó thú vị của Mio. Cô cũng hay ghen tị với những người bạn trung học khác của Mio, thậm chí còn theo dõi khi Mio đi chơi với họ. Ritsu rất năng nổ trong việc hướng câu lạc bộ đến thành công cao nhất (dù thói đãng trí của cô gây tác dụng ngược lại). Mặc dù phong cách và lời nói khá giống con trai, cô được đa số các bạn cùng lớp đề nghị đóng vai Juliet trong vở kịch nhân ngày Lễ hội trường, Romeo và Juliet, và đã diễn rất tốt vai của mình.
Akiyama Mio (秋山 澪)
Lồng tiếng bởi: Hikasa Yōko
Mio là một cô gái thuận tay trái và khá nhút nhát. Cô chơi bass Fender Jazz 3-Color Sunburst với miếng pickguard màu đen-vàng, mặc dù cô cũng được thấy khi đang chơi cây bass Fender Precision trong tập manga đầu tiên. Cô dùng dây bass trung D'Addario EXL160M. Cây bass của cô sau đó được đặt tên là Elizabeth. Mio ban đầu định tham gia vào câu lạc bộ văn học, nhưng sau đó lại bị người bạn thời thơ ấu đồng thời là hội trưởng kiêm tay trống Ritsu ép buộc tham gia câu lạc bộ nhạc nhẹ. Cô luôn đạt những điểm số rất cao tại trường và thường tỏ ra người lớn và khắt khe với Ritsu; điểm yếu của cô là những thứ kinh dị và rùng rợn, và sợ đến chết cứng khi nghe những câu chuyện về ma quỷ, máu, chấn thương, nhà ma, hàu và nhiều chủ đề gây lo âu khác. Cô cũng mất bình tĩnh khi bị (hoặc nghĩ tới) người khác chú ý và dễ bị kích động, điều này khiến cô liên tục bị Ritsu và Sawako chọc ghẹo. Mio có mái tóc thẳng dài và đen. Cô nói rằng mình chọn chơi bass vì nó là vị trí ít gây chú ý trong một ban nhạc, không giống như tay ghi-ta. Mio có kiến thức chuyên sâu về âm nhạc, và Yui thường nhờ cô giúp đỡ khi đang học chơi ghi-ta.
Cùng với Yui, Mio là một trong hai ca sĩ hát chính của nhóm; do ghét phải làm trung tâm trên sân khấu, cô luôn cố gắng tránh sử dụng giọng ca của mình, và chỉ hát nếu Yui không thể. Cô viết lời cho nhiều bài hát, mặc dù trong đó thường có những câu quá sến, như bài "Fuwa Fuwa Time"; Ritsu cũng phản đối những bài hát chèn tên nhiều con vật của Mio. Vì bản thân thuận tay trái, cô rơi vào trạng thái mê mẩn khi phát hiện ra một loại nhạc cụ tay trái nào đó, bởi vì chúng quá hiếm. Sau buổi biểu diễn trực tiếp đầu tiên của ban nhạc, Mio được đông đảo người hâm mộ (một phần không nhỏ phát sinh khi một tai nạn bất ngờ xảy ra với Mio ở phần cuối chương trình), cô có hẳn một "fan club" (câu lạc bộ người hâm mộ) do cựu Hội trưởng Hội học sinh đứng đầu. Cũng từ kết quả của tai nạn bất ngờ đó, hầu hết bạn cùng lớp ủng hộ Mio diễn vai Romeo trong vở kịch nhân Lễ hội trường.
Kotobuki Tsumugi (琴吹 紬)
Lồng tiếng bởi: Kotobuki Minako
Tsumugi, thường được bạn bè gọi là 'Mugi', là một tiểu thư giàu có với tính cách nhẹ nhàng và ngọt ngào. Cô chơi keyboard Korg Triton Extreme 76-key, mặc dù cô cũng được thấy khi đang chơi keytar Korg RK-100. Ban đầu cô dự định tham gia câu lạc bộ hợp xướng, nhưng thay vào đó lại gia nhập câu lạc bộ nhạc nhẹ sau khi nhận lời mời và quan sát trò tấu hài giữa Ritsu và Mio. Tsumugi được xem là một thiên tài piano do cô đã chơi dương cầm từ năm lên bốn và từ đó đoạt nhiều giải thưởng khác nhau. Tsumugi có mái tóc dài vàng nhạt và cặp lông mày rất dày, cô có nước da trắng và không bao giờ bị rám nắng. Cô là con gái của ông giám đốc một công ty, và gia đình họ có một số biệt thự ở nhiều nơi khác nhau trên đến Nhật Bản (thậm chí có một nhà nghỉ ở Phần Lan). Do cha cô sở hữu một quán cà phê hầu gái, cô thường mang nhiều bánh kẹo và một số thực phẩm ngọt khác đến phòng câu lạc bộ. Tsumugi thường xuyên pha trà cho câu lạc bộ và còn để lại câu lạc bộ một bộ trà đắt giá. Dù rất giàu, cô bị cuốn hút và tìm thấy niềm vui trong các hoạt động hay những thứ rất "đời thường", như mua thực phẩm ở tiệm thức ăn nhanh, chia sẻ khoai tây chiên với bạn bè ở câu lạc bộ, làm các việc bán thời gian và thích được trả giá khi mua hàng. Thỉnh thoảng Tsumugi cũng trở nên nổi loạn, nhanh chóng chuyển từ thái độ bình thường sang trưởng thành trước sự ngạc nhiên của mọi người. Cô cũng tỏ ra háo hức như trẻ con ở một vài thời điểm, và sở hữu một sức mạnh bất thường, có thể dễ dàng mang theo keyboard của riêng cô, trống của Ritsu, bộ khuếch đại và có lần còn chiến thắng trò chơi vật tay trong trung tâm trò chơi.
Mặc dù là một cô gái ngọt ngào và nhẹ nhàng, Tsumugi trở nên lúng túng đến khó hiểu khi nhìn thấy hai cô gái thân thiết với nhau, thỉnh thoảng cô lại tưởng tượng ra những tình huống shojo-ai (cả Mio và Ritsu đều cảm thấy khó xử trong một vài lần). Tác phẩm đôi khi ngụ ý rằng cô đã phải lòng giáo viên dạy nhạc Yamanaka Sawako. Mặc dù bản thân khá vô tư, cô rất xem trong cận nặng của mình (giống như Mio) và trở nên bối rối khi các người hầu của gia đình mình phô trường với bạn bè nhiều trang thiết bị xa xỉ trong các chuyến thăm biệt thự. Cô cũng có lần học cách chơi ghi-ta từ Azusa.
Nakano Azusa (中野 梓)
Lồng tiếng bởi: Taketatsu Ayana
Azusa là học sinh cùng năm và lớp với em gái Ui của Yui, gia nhập câu lạc bộ nhạc nhẹ với vai trò là tay ghi-ta nhịp điệu, chơi cây ghi-ta điện Fender Mustang.Yui đặt một cái biệt danh cho Azusa khá là ngộ nghĩnh: Azu-nyan.Cô cũng đặt tên nhạc cụ của mình là Muttan, phát âm theo 'Mustang'. Cô tự nhận là người mới chơi ghi-ta dù đã làm quen với nhạc cụ này từ năm lớp 4, và cha mẹ cô làm việc trong một ban nhạc jazz. Cô thường trở nên hoang mang khi đối mặt với các tiết mục tiệc trà và cosplay của câu lạc bộ, vì chỉ muốn luyện tập chơi nhạc, và ban đầu còn thắc mắc vì sao câu lạc bộ nhạc nhẹ biểu diễn rất tuyệt vời trong khi họ lại lười biếng đến như vậy. Tuy nhiên, cô có một điểm yếu nhất định khi mời ăn đồ ngọt và có thể bình tĩnh trở lại khá dễ, đôi khi còn bị các thành viên khác dụ dỗ. Cô liên tục là nạn nhân bởi các cử chỉ thân thiết thái quá của Yui và có biệt danh là Azu-nyan sau khi thử đeo một đôi tai mèo và kêu meo ("nyan" có nghĩa tương đương với "meow" (tiếng mèo) trong tiếng Nhật). Mặc dù vậy, Azusa không thật sự thạo cách chăm sóc và gần gũi với mèo. Azusa có mái tóc dài xanh đậm được thắt thành hai bím. Tuy là một tài năng ghi-ta, cô gặp nhiều rắc rối khi vừa hát vừa chơi đàn, không giống như Yui và Mio.

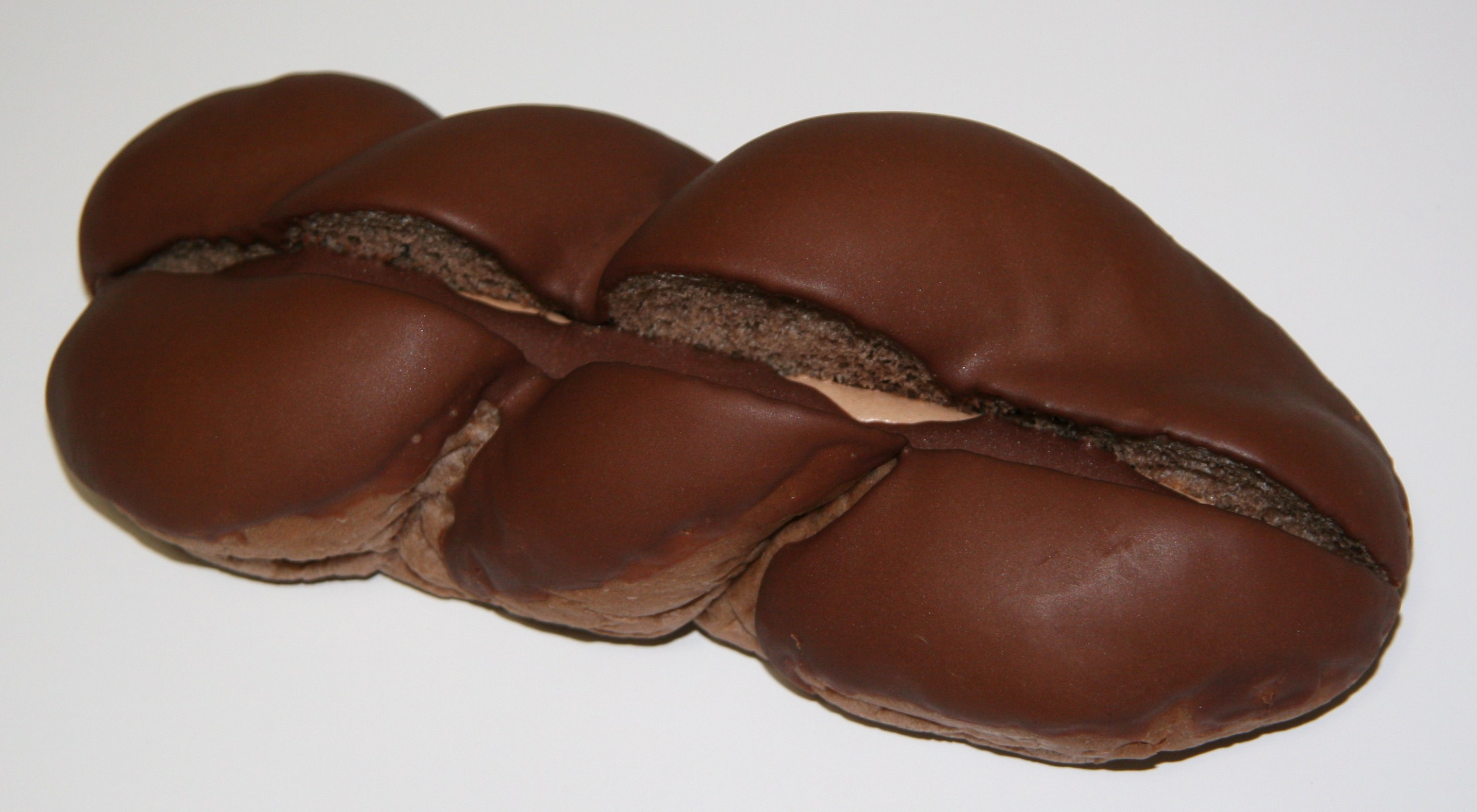
Chiếc bánh sô-cô-la ngoài đời thật do người hâm mộ K-On! chế tác được bày bán ở chuỗi cửa hàng Lawson, Nhật Bản.

Trong ban nhạc, cô chú ý đến Mio nhiều nhất do sự trưởng thành của cô và thực tế vì Mio là một tay bass giỏi, thậm chí còn muốn tặng sô-cô-la cho Mio trong Ngày Valentine. Tuy nhiên, đôi khi cô vô tình đưa ra những lời nhận xét về điểm yếu của Mio, như tính nhát gan. Azusa cũng nhận xét rằng Tsumugi rất đẹp, có mái tóc mượt và đôi mắt to, luôn dịu dàng đôi khi cũng rất trẻ con, cô từng chỉ Tsumugi cách chơi ghi-ta khi hai người ở một mình trong phòng câu lạc bộ. Từ khi Azusa gia nhập, Yui thường đến tìm cô để được hướng dẫn thêm về ghi-ta, cũng như cách bảo quản nhạc cụ. Cô rất dễ bị rám nắng, lần đầu là khi họ đi chơi biển và lần tiếp theo là trong lễ hội âm nhạc (dù đã thoa kem chống nắng). Cô dễ có cảm giác cô đơn, và trở nên lo âu khi nghĩ đến việc mình bị các thành viên khác bỏ lại một mình, đó là khi họ học năm cuối và chuẩn bị tốt nghiệp. Do đó, các cô gái trong câu lạc bộ đã mua tặng Azusa một con rùa để cô chăm sóc, đặt tên là Ton. Ngoài ban nhạc, cô chơi thân với Ui và Jun khi các thành viên khác đang bận rộn. Khi các cô gái khác đã tốt nghiệp, cô trở thành tân hội trưởng của câu lạc bộ nhạc nhẹ, với sự tham gia của Ui và Jun.

### Câu lạc bộ nhạc nhẹ (K-ON)
Yamanaka Sawako (山中 さわ子)
Lồng tiếng bởi: Sanada Asami
Sawako là cố vấn của câu lạc bộ nhạc cụ khí tại trường Sakuragaoka. Là một cựu học sinh của trường và nguyên thành viên của câu lạc bộ nhạc nhẹ, cô không muốn mọi người biết rằng trước đây mình từng tham gia một ban nhạc thể loại death metal gọi là Death Devil (trong đó cô là tay ghi-ta và ca sĩ chính có nghệ danh "Catherine"), do đó Sawako cố gắng thể hiện một thái độ hòa nhã và nhẹ nhàng đối với các giáo viên đồng nghiệp và học sinh của cô. Cô bị buộc phải trở thành cố vấn của câu lạc bộ nhạc nhẹ, do Ritsu đe dọa sẽ tiết lộ bức ảnh thời cô còn là "Catherine" trong một lần tìm hiểu hồ sơ của câu lạc bộ trước đây. Tuy vậy, cô vẫn sắp xếp thời gian để phát triển cả câu lạc bộ nhạc cụ khí, theo diễn biến của câu chuyện. Mặc dù luôn giữ một thái độ nhẹ nhàng và chín nhắn trong trường, Sawako (thường được Ritsu và Yui gọi yêu là "Sawa-chan") lại như lột xác, trở thành một con người hoàn toàn khác khi chỉ có mình cô và các thành viên câu lạc bộ. Thực tế là: cô khá hoang dã, lười biếng, có phần vô trách nhiệm và thích ép những thành viên câu lạc bộ nhạc nhẹ mặc những bộ đồ cosplay (gây xấu hổ) do cô tự may (như đồng phục hầu gái Pháp), đa phần sở thích quái dị đó đè lên Mio. Cô cũng sung sướng khi có những lần hiếm hoi được học sinh ca ngợi.
Cô là người nghĩ ra tên "Houkago Tea Time" sau khi các thành viên mất nhiều thời gian tranh cãi, và cuối cùng Sawako đã tự chọn nó theo ý mình. Cô trở thành giáo viên chủ nhiệm năm cuối cấp của các thành viên ban nhạc, và xếp cả Nodoka vào cùng lớp với họ (trừ Azusa, do mới học năm hai), với lý do rằng đỡ phải nhớ nhiều tên. Do mối quan hệ giữa cô với các thành viên Houkago Tea Time, các học sinh do Sawako chủ nhiệm cũng bắt chước gọi cô là Sawa-chan, làm hỏng mất hình ảnh giáo viên hòa nhã. Hình ảnh của cô lại tiếp tục bị hủy hoại sau khi vô tình trình diễn cùng với ban nhạc Death Devil trước đây trong lần họ họp mặt để dự đám cưới một cựu thành viên ban nhạc. Bất chấp những điều đó, sự nổi tiếng của cô đối với học sinh vẫn không thay đổi. Dù là người lười biếng, cô vẫn chứng tỏ mình là cố vấn hoàn hảo nhất có thể, như sẵn sàng dành thời gian rèn luyện Yui trở thành ca sĩ chính và tham dự các buổi biểu diễn của câu lạc bộ. Tài năng âm nhạc của cô hầu như không bị mai một trong những năm qua, bằng chứng là việc cô thay thế Yui trong Lễ hội trường vào những phút chót, thậm chí khi chưa từng thử chơi bài nhạc đó lần nào. Sawako cũng rất nhạy bén: cô có thể nhận ra ngay Ui đang cải trang thành chị mình trong khi các thành viên khác không thể, và tinh tế trong một vài trường hợp.
Hirasawa Ui (平沢 憂)
Lồng tiếng bởi: Yonezawa Madoka
Ui là em gái của Yui, người mà lúc câu chuyện mở đầu chỉ là học sinh năm cuối cấp 2, nhưng sau đó đã học cùng lớp với Azusa khi thi đỗ vào trường của Yui. Không giống như chị gái mình, Ui trưởng thành, có trách nhiệm, và giỏi việc nhà hơn Yui, dù vậy cô vẫn luôn thể hiện một tình yêu thương và sự tôn trọng mãnh liệt đối với chị mình. Dù nhỏ tuổi hơn Yui, cô trông y hệt chị mình khi xõa tóc xuống và có lần còn đánh lừa cả câu lạc bộ nhạc nhẹ. Cô chơi organ, và có khả năng tiếp thu rất nhanh, có thể chơi ghi-ta thành thạo dù chỉ mới học vài ngày. Ui chăm sóc Yui rất chu đáo, luôn làm hết sức mình dù khi đang cảm thấy mệt mỏi. Ui thật sự rất ngưỡng mộ ban nhạc của chị cô, luôn hỗ trợ họ hết mình, và đôi khi là người thuật lại câu chuyện. Cuối cùng cô gia nhập câu lạc bộ nhạc nhẹ cùng với Jun trong phần cuối giai đoạn một của tác phẩm.
Manabe Nodoka (真鍋 和)
Lồng tiếng bởi: Fujitō Chika
Nodoka là người bạn đáng tin cậy từ thuở nhỏ của Yui, làm việc cho Hội học sinh của trường. Là một cô gái bình thường, cũng như rất thanh lịch và thông minh, cô thường ngạc nhiên trước những hoạt động của câu lạc bộ nhạc nhẹ, và đôi khi nổi nóng với Ritsu mỗi khi cô lơ đãng không nộp các mẫu đơn hành chính của câu lạc bộ. Cô học cùng lớp với Mio trong năm học thứ hai, trở thành người bạn duy nhất mà Mio biết trong lớp. Trong năm thứ ba, cô lên chức Hội trưởng hội học sinh và học cùng lớp với các thành viên năm ba của câu lạc bộ. Cô cũng làm hội trưởng câu lạc bộ người hâm mộ Mio trong một trường hợp bất đắc dĩ, sau khi vị hội trưởng cũ tốt nghiệp. Nodoka chọn thi vào một trường đại học quốc gia, không như Yui và các bạn của cô.
Suzuki Jun (鈴木 純)
Lồng tiếng bởi: Nagata Yoriko
Jun là bạn cùng lớp chơi thân với Azusa và Ui mỗi khi họ bị ra rìa. Ui ban đầu cố gắng mời cô tham gia câu lạc bộ nhạc nhẹ, nhưng đã thất bại sau chuyến thăm phòng sinh hoạt của câu lạc bộ. Thay vào đó cô chơi bass Yamaha Sbv500 trong câu lạc bộ nhạc jazz và là một trong những người hâm mộ Mio. Tuy nhiên, cô bắt đầu cảm thấy tiếc khi không tham gia câu lạc bộ nhạc nhẹ sau khi nghe kể về các hoạt động "xa hoa" của họ, và cuối cùng đã quyết định gia nhập nó ở phần cuối của tác phẩm. Từ đó tiết lộ rằng cô có thể chơi cả ghi-ta lẫn bass.
Saitō Sumire (斉藤 菫)
Sumire là một cô gái nhút nhát tóc vàng gia nhập nhóm Azusa, Ui và Jun sau khi Yui và các thành viên khác tốt nghiệp. Cô học thấp hơn hai năm so với các thành viên khác của ban nhạc. Cô đang làm việc cho gia đình Kotobuki với vai trò hầu gái, và ban đầu chỉ đến phòng câu lạc bộ để xem thử và thu hồi bộ trà của Tsumugi để quên lại đó sau khi cô tốt nghiệp. Sau khi bị Sawako làm sợ chết khiếp vài lần, cuối cùng Sumire đã quyết định tham gia câu lạc bộ nhạc nhẹ và trở thành tay trống của họ. Giống như Tsumugi, cô có tài pha trà. Ngoài ra cô cũng muốn giữ bí mật với người khác về công việc hiện tại của mình.
Okuda (奥田)
Một học sinh năm nhất khác cùng lớp với Sumire. Do thường bị điểm kém trong các môn thể chất, cô đã thử đến thăm nhiều câu lạc bộ nghệ thuật khác nhau trước khi quyết định gia nhập câu lạc bộ nhạc nhẹ vì cảm thấy đó là nơi cô có thể phát triển hết mức khả năng của mình. Cô được xem là một thiên tài với khả năng tiếp thu phi thường, chỉ trong một ngày đọc sách, cô hiểu được một lượng lớn kiến thức âm nhạc mà đến chính Sawako còn không biết. Nhờ vào năng lực này, cô trở thành một DJ và nhạc sĩ cho nhóm.

### Đại học Dân lập Nữ
Wada Akira (和田 晶)
Akira là thành viên của một ban nhạc gọi là OnNaGumi (女組 "Gang of Girls"), hai thành viên còn lại là Ayame và Sachi. Akira tham gia câu lạc bộ nhạc nhẹ của trường đại học cùng với Yui và bạn bè cô. Cô có mái tóc đen, ngắn và cái nhìn đáng sợ. Cô học trong khoa Giáo dục cùng Yui. Cô là người dễ bị kích động đến một mực độ tương tự như Azusa mỗi khi bị Yui ôm chầm lấy. Akira chơi cây ghi-ta điện black Gibson Les Paul và đặt cho nó biệt danh là "Rosalie".
Hayashi Sachi (林 幸)
Một người bạn của Akira, có mái tóc dài. Cô là tay chơi bass của OnNaGumi và học cùng khoa với Mio.
Yoshida Ayame (吉田 菖)
Một người bạn khác của Akira, có mái tóc vàng, ngắn. Cô là tay trống của OnNaGumi và học cùng khoa với Ritsu.
Sokabe Megumi (曽我部 恵)
Lồng tiếng bởi: Kodama Asumi
Megumi là cựu Hội trưởng Hội học sinh trường Sakuragaoka và là người đứng đầu câu lạc bộ người hâm mộ Mio. Nodoka sau đó là người tiếp quản vị trí của Megumi. Cô từng theo dõi Mio trong những ngày cuối cấp 3 của mình vì muốn nhìn thấy Mio một lần nữa. Ban nhạc sau đó hát tặng cô một bài như món quà tốt nghiệp. Cô cũng thi vào cùng trường đại học giống Yui và các bạn, và hiện đang sống cùng một ký túc xá với họ.

## Chuyển thể

### Manga và ấn phẩm
K-ON! nguyên khởi là một sê-ri manga bốn khung tranh được viết và minh họa bởi Kakifly. Manga được đăng lần đầu trên tạp chí manga Manga Time Kirara của Houbunsha từ số tháng 5 năm 2007 và kết thúc vào ngày 9 tháng 9 trong số tháng 10 năm 2010. Manga cũng xuất hiện lần lượt hai tháng một lần trong tạp chí chị em của Manga Time Kirara là Manga Time Kirara Carat, bắt đầu từ số tháng 10 năm 2008. Manga xuất hiện trở lại vào tháng 4 năm 2011 và chia cốt truyện ra cho hai tạp chí trên. Các chương đăng trong Manga Times Kirara, bắt đầu xuất bản từ ngày 8 tháng 4 trong số tháng 5 năm 2011, tập trung vào các nhân vật chính khi họ bắt đầu học đại học. Trong khi các chương trong Manga Time Kirara Carat, bắt đầu xuất bản từ ngày 28 tháng 4 trong số tháng 6 năm 2011, tập trung vào Azusa, Ui và Jun khi họ tiếp tục duy trình câu lạc bộ nhạc nhẹ trong thời phổ thông của mình.
Bốn tập tankōbon đã được phát hành từ ngày 26 tháng 4 năm 2008 đến 27 tháng 9 năm 2010. Tính đến năm 2011 đã có hơn 2.500.000 tập truyện K-ON! được bán ra tại Nhật Bản. Manga được Yen Press mua bản quyền để phát hành bản tiếng Anh, với tập đầu tiên ra mắt ở Bắc Mỹ vào ngày 30 tháng 11 năm 2010. Trong khi đó, Nhà xuất bản Dân Trí chịu trách nhiệm ấn hành tác phẩm tại thị trường Việt Nam thông qua gói bản quyền thuộc Mori Manga. Bộ truyện cũng được cấp phép phát hành bởi một số công ty tại quốc gia của họ, như Kazé (Pháp), Elex Media Komputindo (Indonesia), Siam Inter Comics (Thái Lan), Daewon C.I. (Hàn Quốc) và Sharp Point Press (Hồng Kông và Đài Loan).
Houbunsha cũng phát hành một số sê-ri và sách dựa theo K-ON!. Một tuyển tập với nhan đề K-ON! Comics Anthology - Minna de Untan! (「けいおん!」アンソロジーコミック みんなでうん☆たん), minh họa các mẫu truyện ngắn của K-ON! bởi nhiều họa sĩ khác nhau đã xuất hiện trong phụ lục tháng 9 của Manga Time Kirara. Một sê-ri tuyển tập chính thức, K-On! Anthology Comic (けいおん!アンソロジーコミック Keion! Ansorojī Komikku), bắt đầu ra mắt từ ngày 27 tháng 11 năm 2009 với tổng cộng bốn tập tính đến ngày 27 tháng 5 năm 2011. Tập đầu tiên của quyển artbook chứa nhiều hình ảnh chính thức trong manga và fan art từ các họa sĩ dōjin nổi tiếng đã phát hành vào ngày 27 tháng 1 năm 2010. Hai quyển fanbook khác dành cho hai mùa anime chuyển thể đã lần lượt phát hành vào ngày 18 tháng 2 năm 2009 và 18 tháng 2 năm 2011. Sách chứa nhiều bài phỏng vấn nhóm sản xuất, bao gồm tác giả Kakifly, và nhiều trang đặc biệt in màu phong cách nghệ thuật của anime cũng như catalog một số sản phẩm của K-ON! và quà khuyến mãi đi kèm.

### Anime truyền hình

Bìa DVD tập 1 của K-ON! do Pony Canyon phát hành tại Nhật Bản vào ngày 29 tháng 7 năm 2009.

Một chuyển thể anime dài 13 tập (gồm 12 tập theo thứ tự bình thường và một tập thêm) do Yamada Naoko đạo diễn, Yoshida Reiko chỉnh sửa kịch bản, Horiguchi Yukiko thiết kế nhân vật dựa theo bản gốc của Kakifly, và sản xuất bởi Kyoto Animation đã phát sóng từ ngày 3 tháng 4 đến 26 tháng 6 năm 2009 tại Nhật Bản trên kênh TBS. Sau đó các đài truyền hình khác cũng bắt đầu trình chiếu bộ phim, như BS-TBS, MBS và CBC. Trên TBS, phim được phát sóng dưới tỉ lệ 4:3, và được chuyển thành màn ảnh rộng trên BS-TBS vào ngày 25 tháng 4 năm 2009. Bảy đĩa BD/DVD biên soạn đã được Pony Canyon phát hành từ 29 tháng 7 năm 2009 đến 20 tháng 1 năm 2010; tất cả các đĩa BD đều là bản giới hạn và có kèm theo một số mặt hàng khuyến mãi. Một tập OVA bổ sung cũng ra mắt trong tập BD/DVD cuối cùng vào ngày 20 tháng 1 năm 2010. Phiên bản châu Á của kênh truyền hình vệ tinh Animax đã phát sóng cả phiên bản phụ đề tiếng Anh và bản lồng tiếng Anh bởi Red Angel Media từ ngày 16 tháng 3 năm 2010 tại một số nước như: Indonesia, Philippines, Bangladesh, Ấn Độ, Pakistan, Malaysia, Hồng Kông và Đài Loan. Tại Hàn Quốc, phim được chiếu trực tuyến trên kênh internet Tooniverse.
Trong buổi hòa nhạc Let's Go ở Yokohama, Nhật Bản vào ngày 30 tháng 12 năm 2009, một thông báo nói rằng phần thứ hai của anime đang được sản xuất. Mùa phim thứ hai, có nhóm sản xuất và dàn seiyū tương tự phần một, mang tựa K-ON!! (với hai dấu chấm than), đã phát sóng 26 tập (gồm 24 tập bình thường và hai tập thêm) trên kênh TBS từ ngày 7 tháng 4 năm 2010 đến 28 tháng 9 năm 2010; và cũng được nhiều đài truyền hình tại các tỉnh thành trong cả nước Nhật trình chiếu sau đó. Chín tập BD/DVD của mùa phim này tiếp tục do Pony Canyon phân phối từ ngày 30 tháng 7 năm 2010 đến 16 tháng 3 năm 2011; tương tự phần một, các tập BD cũng là bản giới hạn và kèm theo nhiều quà khuyến mãi. Một OVA bổ sung cũng phát hành chung với bộ đĩa BD/DVD cuối cùng vào ngày 16 tháng 3 năm 2011. Mùa phim thứ hai tiếp tục được chiếu trên Animax bắt đầu từ ngày 20 tháng 10 năm 2010. Movic và TBS đã sản xuất rất nhiều các mặt hàng theo chủ đề K-ON! để quảng bá và khuyến mãi cho hai sê-ri phim, như tranh khổ rộng, áo thun, găng tay, khăn mùi soa, thẻ bài trò chơi, figure, cốc nước, dây chuyền, gối ôm, quạt tre, các loại nhạc cụ trong anime và nhiều sản phẩm khác.
Tại hội nghị Anime Expo 2010, nhà phân phối anime Bandai Entertainment thông báo rằng họ sẽ phát hành K-ON! dưới dạng DVD và BD tại Bắc Mỹ, với sự tham gia của Bang Zoom! Entertainment trong khâu lồng tiếng. Bản tiếng Anh trên sẽ ra mắt trong bốn tập trong cả hai phiên bản là giới hạn và chính thức bắt đầu từ ngày 26 tháng 4 năm 2011. Manga Entertainment sẽ phát hành sê-ri anime phần một tại Anh Quốc, bắt đầu với các đĩa DVD đơn trong năm 2011 và kế tiếp là bộ hộp Blu-ray trong năm 2012. Chi nhánh của Kazé tại Đức sẽ cấp phép phát hành K-ON! thành bốn DVD từ tháng 7 năm 2011. Trong khi đó tại Thái Lan, Dream Express đã thông báo vào ngày 7 tháng 4 năm 2010 rằng họ đã mua được bản quyền phát hành cả hai phần phim tại nước này (không tính các tập OVA).

#### Thiết lập bối cảnh

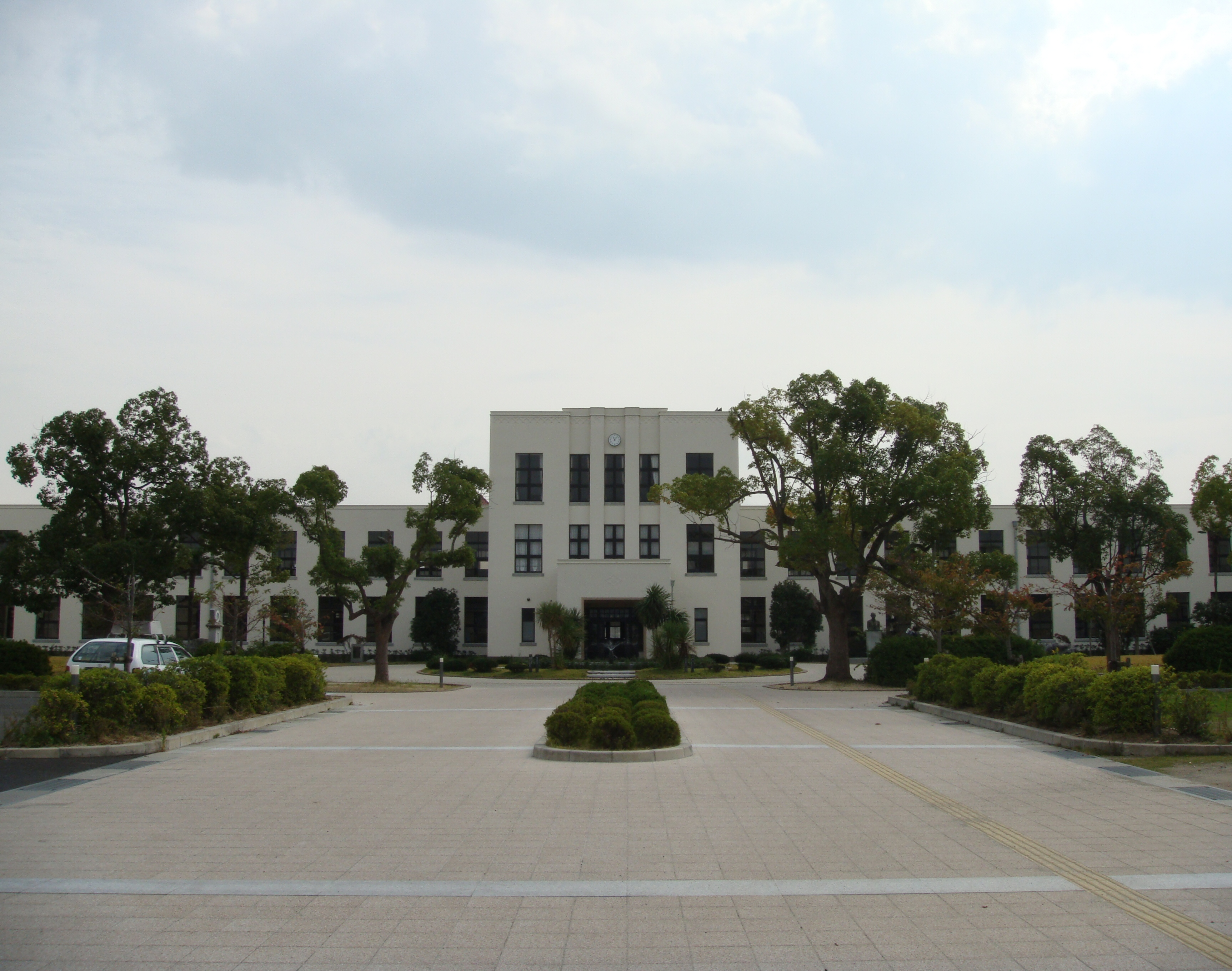
Sân và tòa nhà chính của tiểu học Toyosato được dùng làm mẫu thiết kế trường Sakuragaoka.

Các khu vực xung quanh trường học và thành phố trong K-On! đều dựa trên những địa điểm có thật của Kyoto, và các khu vực này cũng xuất hiện trong chuyển thể anime. Một số công trình trong thành phố từng xuất hiện trong các tác phẩm trước đó của Kyoto Animation như Kanon, CLANNAD và Suzumiya Haruhi no Yūutsu. Các địa điểm nổi tiếng có thể kể đến gồm: ngôi đền Nanzen-ji và hệ thống máng dẫn nước được xây dựng từ thời Minh Trị. Mẫu thiết kế trường học khá đơn giản, nhưng những thứ trang trí trong đó mới đóng vai trò nổi bật làm điểm nhấn cho các góc nhìn cũng như tham gia vào cốt truyện, trong đó chi tiết thường xuất hiện nhất là tay vịn cầu thang bằng gỗ có đặt tượng những con thỏ hay rùa biển, và cách ánh sáng chiếu xuyên qua cửa sổ của lớp học. Ngôi trường trong K-On! có thiết kế dựa trên một ngôi trường tiểu học cũ được xây dựng bởi William Merrell Vories từ năm 1937 có tên Toyosato. Sau khi anime K-ON! được trình chiếu, trường Toyosato nhanh chóng trở nên nổi tiếng, thu hút nhiều lượt khách hâm mộ tác phẩm đến tham quan.
Trong anime có một số yếu tố thay đổi ngẫu nhiên, như bức tượng dưới sân trường luôn luôn xuất hiện kèm theo một vài sự thay đổi (như được đội thêm mũ hoặc bộ tóc giả). Ngoài ra, các nhân vật chính của các bộ anime nổi tiếng khác cũng xuất hiện một cách ngẫu nhiên trực tiếp hoặc gián tiếp, ví dụ: Yui từng đề cập đến Johannes Krauser II trong Detroit Metal City, hay Yui bắt gặp Tomoya trong CLANNAD đang nghe điện thoại trên hành lang.

#### Âm nhạc
Ca khúc mở đầu của mùa anime đầu tiên là "Cagayake! Girls" trình bày bởi Toyosaki Aki với sự tham gia của Hikasa Yōko, Satō Satomi và Kotobuki Minako (họ cũng là những diễn viên lồng tiếng cho các nhân vật nữ chính trong anime). Ca khúc kết phim là "Don't Say 'Lazy'" do Yōko hát chính và phụ họa bởi Aki, Satomi và Minako. Đĩa đơn của hai bài hát trên được bán vào ngày 22 tháng 4 năm 2009 cùng một đĩa đơn độc lập khác gọi là Sakurakō Keion-bu (桜高軽音部). Một maxi single của ca khúc chèn "Fuwa Fuwa Time" (ふわふわ時間) dùng trong tập 6 đã ra mắt ngày 20 tháng 5 năm 2009. Một bộ đĩa image song đã được phát hành, trong đó là giọng ca của các diễn viên lồng tiếng cho một số nhân vật quan trọng của sê-ri. Đĩa đơn của Yui (Aki hát) và Mio (Yōko hát) bán vào ngày 17 tháng 6 năm 2009. Đĩa đơn của Ritsu (Satomi hát) và Tsumugi (Minako hát) bị trì hoãn, nhưng cuối cùng đã ra mắt chung một lượt với đĩa của Azusa (Taketatsu Ayana hát) vào ngày 26 tháng 8 năm 2009. Hai đĩa cuối cùng là của Ui (Yonezawa Madoka hát) và Nodoka (Fujitō Chika hát), phát hành ngày 21 tháng 10 năm 2009. Original soundtrack của anime, soạn hầu hết bởi Hyakkoku Hajime, phát hành ngày 3 tháng 6 năm 2009. Bốn ca khúc nổi bật dùng trong tập 8 của anime đã xuất hiện trong đĩa EP Ho-kago Tea Time (放課後ティータイム) vào ngày 22 tháng 7 năm 2009. Đĩa đơn "Maddy Candy" do ban nhạc Death Devil của Sawako trình bày cũng ra mắt ngày 12 tháng 8 năm 2009. Ngày 2 tháng 9 năm 2009, một album biên tập có tên TV Anime K-ON! Official Band Yarō yo!! (Band Score Tsuketari) (TVアニメ「けいおん!」オフィシャル バンドやろーよ!!(バンドスコア付)) đã được phát hành, chủ yếu tập trung quanh hai bài hát "Cagayake! Girls" và "Don't Say 'Lazy'" với nhiều kiểu biến tấu bằng các nhạc cụ khác nhau. Album biên tập thứ hai tập trung vào một số bài hát khác, bao gồm thêm định dạng DVD, TV Anime K-ON! Official Band Yarō yo!! Part 2 (Band Score Tsuketari) (TVアニメ「けいおん!」オフィシャル バンドやろーよ!! PART2(バンドスコア付)), đã phát hành vào ngày 3 tháng 3 năm 2010.
Các ca khúc mở đầu và kết thúc đầu tiên của mùa anime thứ hai là "Go! Go! Maniac" và "Listen!!"; cả hai do Aki, Yōko, Satomi, Minako và Ayana trình bày. Đĩa đơn chứa các nhạc phẩm này phát hành ngày 28 tháng 4 năm 2010. Từ tập 14 trở đi, hai ca khúc chủ đề trên được thay thế theo thứ tự là "Utauyo!! Miracle" và "No, Thank You!", tiếp tục do năm seiyū thực hiện. Đĩa đơn của hai bài hát này ra mắt ngày 4 tháng 8 năm 2010. Maxi single của bài "Pure Pure Heart" dùng trong tập 7 phát hành ngày 2 tháng 6 năm 2010. Đĩa đơn "Love" trình bày bởi ban nhạc Death Devil của Sawako ra mắt ngày 23 tháng 6 năm 2010. Một đĩa đơn của riêng Toyosaki Aki, "Gohan wa Okazu/U&I", được bán vào ngày 8 tháng 9 năm 2010. Nhà soạn nhạc Bice, người viết lời cho bài "Gohan wa Okazu", đã mất vào ngày 26 tháng 7 năm 2010 do một cơn đau tim. Một sê-ri đĩa image song khác của các nhân vật lại được phát hành, bắt đầu với đĩa của Yui và Mio vào ngày 21 tháng 9 năm 2010. Đĩa của Ritsu, Tsumugi và Azusa đã ra mắt vào ngày 17 tháng 11 năm 2010. Cuối cùng là đĩa của Jun (Nagata Yoriko hát), Ui và Nodoka vào ngày 19 tháng 1 năm 2011. Original soudtrack của phim được phát hành thành hai đĩa, ra mắt lần lượt vào ngày 21 tháng 7 và 6 tháng 10 năm 2010. Đĩa EP thứ hai của phim, Ho-kago Tea Time II, phát hành thành hai dạng CD đôi là bản bình thường và giới hạn kèm thêm một băng cassette vào ngày 27 tháng 10 năm 2010. Bốn album biên tập chứa các bản phối khí và chơi bằng nhiều nhạc cụ của các ca khúc có lời trong anime, TV Anime K-ON!! Official Band Yarō yo!! – Let’s Music!! (Band Score Tsuketari) (TVアニメ「けいおん!!」オフィシャル 「バンドやろーよ!! ～Let's MUSIC!!～」(バンドスコア付)), đã phát hành từ ngày 26 tháng 5 năm 2010 đến 15 tháng 6 năm 2011. Tất cả các nhạc phẩm trên được sản xuất và phân phối bởi Pony Canyon.
Có hai buổi hòa nhạc trực tiếp được tổ chức để kỉ niệm sự thành công của hai phần phim K-ON!. Ngày 30 tháng 12 năm 2009, một đêm giao lưu trực tiếp gọi là K-ON! Live Event ~Let's Go~ (『けいおん!』ライブイベント 〜レッツゴー!〜) đã được tổ chức tại Yokohama. Tất cả các diễn viên lồng tiếng trong anime đều tham gia vào sự kiện này, họ cũng trình bày nhiều số ca khúc trong anime. Buổi biểu diễn thứ hai, K-ON!! Live Event ~Come With Me!!~ (けいおん!! ライブイベント 〜Come with Me!!〜), tổ chức ở sân vận động Saitama Super Arena, tỉnh Saitama, cũng với sự tham gia của các seiyū và một số nhạc sĩ nổi bật. Đạo diễn Yamada Naoko cũng xuất hiện với vai trò là khách mới đặc biệt. BD/DVD ghi hình đêm diễn Let's Go đã phát hành ngày 30 tháng 6 năm 2011 và của đêm Come With Me!! sẽ ra mắt ngày 3 tháng 8 năm 2011.

### Anime điện ảnh
Vào những giây kết thúc tập cuối của sê-ri anime thứ hai, phát sóng ngày 28 tháng 9 năm 2010, một bộ phim nhựa anime chuyển thể từ K-ON! đã được công bố. Bộ phim được xác nhận trong buổi hòa nhạc trực tiếp K-ON!! Come With Me!! và trên trang web chính thức của anime vào ngày 20 tháng 2 năm, 2011 rằng phim sẽ công chiếu tại các rạp Nhật Bản vào ngày 3 tháng 12 năm 2011. Sanada Asami (người lồng tiếng cho Yamanaka Sawako) đã đăng trên tài khoản Twitter của mình rằng cô hoàn toàn không biết gì về dự định này và nhấn mạnh rằng mình hoàn toàn bất ngờ. Phim được thông báo sẽ xây dựng theo một câu chuyện chưa xuất hiện trong phiên bản truyền hình, nhưng vẫn nằm trong thời học phổ thông của các nhân vật nữ chính. Hãng làm phim vẫn là Kyoto Animation với vai trò đạo diễn của Yamada Naoko và dàn seiyū không thay đổi.

### Trò chơi điện tử
Một trò chơi điện tử thể loại nhịp điệu mang tựa K-ON! Hōkago Live!! (けいおん! 放課後ライブ!! Keion! Hōkago Raibu!!), phát triển bởi Sega dành cho hệ PlayStation Portable, đã phát hành vào ngày 30 tháng 9 năm 2010. Lối chơi yêu cầu game thủ phải ấn vào các nút phù hợp trong một thời gian với nền là những bài hát tiêu biểu trong anime. Game cũng hỗ trợ chế độ nhiều người chơi. Trò chơi có tất cả 19 bài hát trong anime phần một và sê-ri đĩa image song đầu tiên. Người chơi có thể tùy chỉnh quần áo, kiểu tóc và phụ kiện của các nhân vật, và cả chức năng chọn địa điểm gồm phòng nhạc nhẹ và phòng ngủ của Yui. Ngoài ra còn có một track maker tùy chỉnh.

### Radio trên internet
Trước khi phát sóng phần anime đầu tiên, một chương trình phát thanh trên internet đã được thực hiện với tên Raji-on! (らじおん!) để quảng bá tác phẩm, với người dẫn chương trình là các diễn viên lồng tiếng trong anime: Toyosaki Aki, Hikasa Yōko, Satō Satomi và Kotobuki Minako. Sau đó khi anime bắt đầu phát sóng, Taketatsu Ayana, seiyū của Nakano Azusa, đã xuất hiện trong các buổi phát sóng. Chương trình bắt đầu từ ngày 9 tháng 2 năm 2009 với thời lượng mỗi tuần một lần. Nội dung thường không chỉ nói về các sự kiện trong phim mà còn giới thiệu các nhạc cụ xuất hiện trong anime. Các MC thường nói về kinh nghiệm của mình khi chơi các nhạc cụ đó, việc mà họ chưa từng trải nghiệm trước đây do bản thân đều chỉ là ca sĩ hay kết hợp diễn viên lồng tiếng, và họ đã ấn tượng như thế nào về cách chơi nhạc qua những trải nghiệm hàng ngày. Lý do là vì chính các seiyū cũng đã phải luyện tập sử dụng nhạc cụ như trong anime, từ đó đạt được kết quả cuối cùng là họ được xem như một ban nhạc thực thụ nhằm truyền tải một cách hiệu quả trong các chương trình trực tiếp tương tự. Ví dụ: Hikasa Yōko đã nói đùa rằng trước kia cô chỉ chơi được mỗi cái phách tam giác, nhưng bị ép phải giới thiệu và biểu diễn thử ghi-ta bass trước công chúng. Do đó, chương trình xảy ra nhiều sự cố hài hước và từ đó tạo nên sự hấp dẫn thực sự<. Hai đĩa CD của chương trình phát thanh này đã ra mắt vào ngày 24 tháng 2 và 17 tháng 3 năm 2010.

## Đón nhận

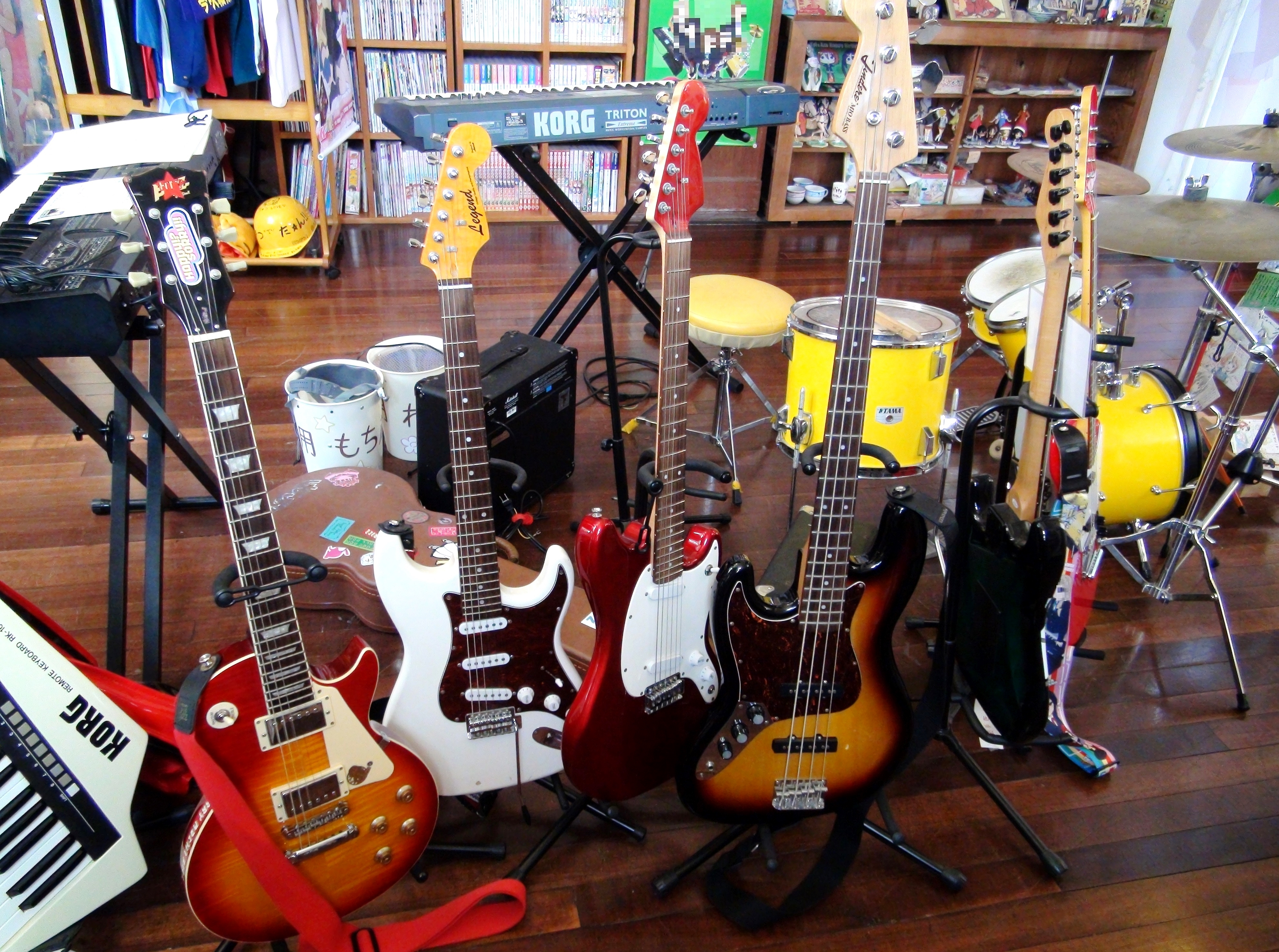
Những chiếc guitar điện mà người hâm mộ anime K-On! quyên góp cho trường Toyosato. Mỗi cây guitar tương ứng với những nhạc cụ mà các nhân vật trong phim sử dụng.

Tập manga đầu tiên của K-ON! xếp vị trí 30 trong tốp 30 manga có doanh số cao nhất tại Nhật Bản trong tuần từ 27 tháng 4 đến 3 tháng 5 năm 2009, bán được hơn 26.500 bản in trong tuần đó. Sang tuần kế tiếp, tập 1 và 2 leo lên các vị trí 19 và 20 trong bảng xếp hạng tương tự, lần lượt bán được hơn 23.200 và 22.500 bản từ ngày 4 đến 10 tháng 5 năm 2009. Tính đến tháng 5 năm 2009, hai tập truyện này đã bán thành công hơn 136.000 bản cho mỗi tập. Tập thứ ba bán được hơn 120.000 bản trong tuần từ 14 đến 20 tháng 12 năm 2009, và trở thành tác phẩm bán chạy thứ 46 trong tốp 50 manga có doanh số cao nhất nửa đầu năm 2010 ở Nhật Bản (tính đến ngày 23 tháng 5), bán được hơn 328.000 bản. Tập thứ tư bán được 294.260 bản ngay tuần đầu tiên phát hành, trở thành tập truyện bán chạy nhất của sê-ri K-ON!, đứng hạng 2 trong bảng xếp hạng doanh số tuần từ 27 tháng 9 đến 3 tháng 10 năm 2010.
Đĩa DVD tập 1 của anime phần đầu tiên bán được 8.000 bản, chiếm vị trí thứ bảy trên bảng xếp hạng DVD mới nhất của Oricon trong tuần từ 27 tháng 7 đến 2 tháng 8 năm 2009. Đĩa Blu-ray (BD) tương ứng sau khi phát hành đã bán được 33.000 bản, dẫn đầu bảng xếp hạng BD của Oricon và trở thành đĩa BD anime truyền hình bán chạy nhất tháng 8 năm 2009, vượt qua kỷ lục của đối thủ Macross Frontier có tập đầu tiên bán được 22.000 bản. Đây cũng là BD bán chạy thứ hai trên toàn quốc ở Nhật Bản, chỉ xếp sau Evangelion: 1.0 You Are (Not) Alone, với 49.000 bản được bán thành công. Tuy nhiên, vào tháng 10 năm 2009, tập đầu tiên của Bakemonogatari đã soán ngôi K-ON!, giữ kỷ lục 37.000 bản trong thời điểm đó. Sau đó, với việc phát hành đĩa BD thứ ba của K-ON!!, tổng doanh số BD của sê-ri này đã vượt qua cả Bakemonogatari. DVD thứ hai của K-ON! chiếm hạng 11 trong bảng xếp hạng doanh số Oricon trong tuần từ 17 đến 23 tháng 8 năm 2009, với 6.028 bản; trong khi đó BD tương ứng dẫn đầu bảng và rơi xuống hạng 2 trong tuần kế tiếp. DVD thứ ba đứng hạng 10 trong tuần từ 14 đến 20 tháng 9 năm 2009, với 5.845 bản; trong khi BD tương ứng dẫn đầu bảng và rơi xuống hạng 2 trong tuần kế tiếp. DVD thứ tư đứng hạng 13 trong tuần từ 19 đến 25 tháng 10 năm 2009, với 5.831 bản; trong khi BD tương ứng đứng đầu bảng và rơi xuống hạng 4 trong tuần kế tiếp. DVD thứ năm đứng hạng 12 trong tuần từ 16 đến 22 tháng 11 năm 2009, với 5.240 bản; trong khi BD tương ứng xếp vị trí thứ hai và rơi xuống hạng 4 trong tuần kế tiếp, trở thành BD bán chạy thứ năm trong năm 2009, với doanh số 40.000 bản. DVD thứ sáu đứng hạng 25 trong tuần từ 14 đến 20 tháng 12 năm 2009, với 5.291 bản; trong khi BD tương ứng xếp vị trí thứ hai và rơi xuống hạng 5 trong tuần kế tiếp. DVD cuối cùng đứng hạng 12 trong tuần từ 18 đến 24 tháng 1 năm 2010, với 6.433 bản; trong khi BD tương ứng tiếp tục dẫn đầu bảng khi bán được 31.000 đĩa. Đây cũng là BD thứ hai của K-ON! có hơn 30.000 bản được bán thành công.

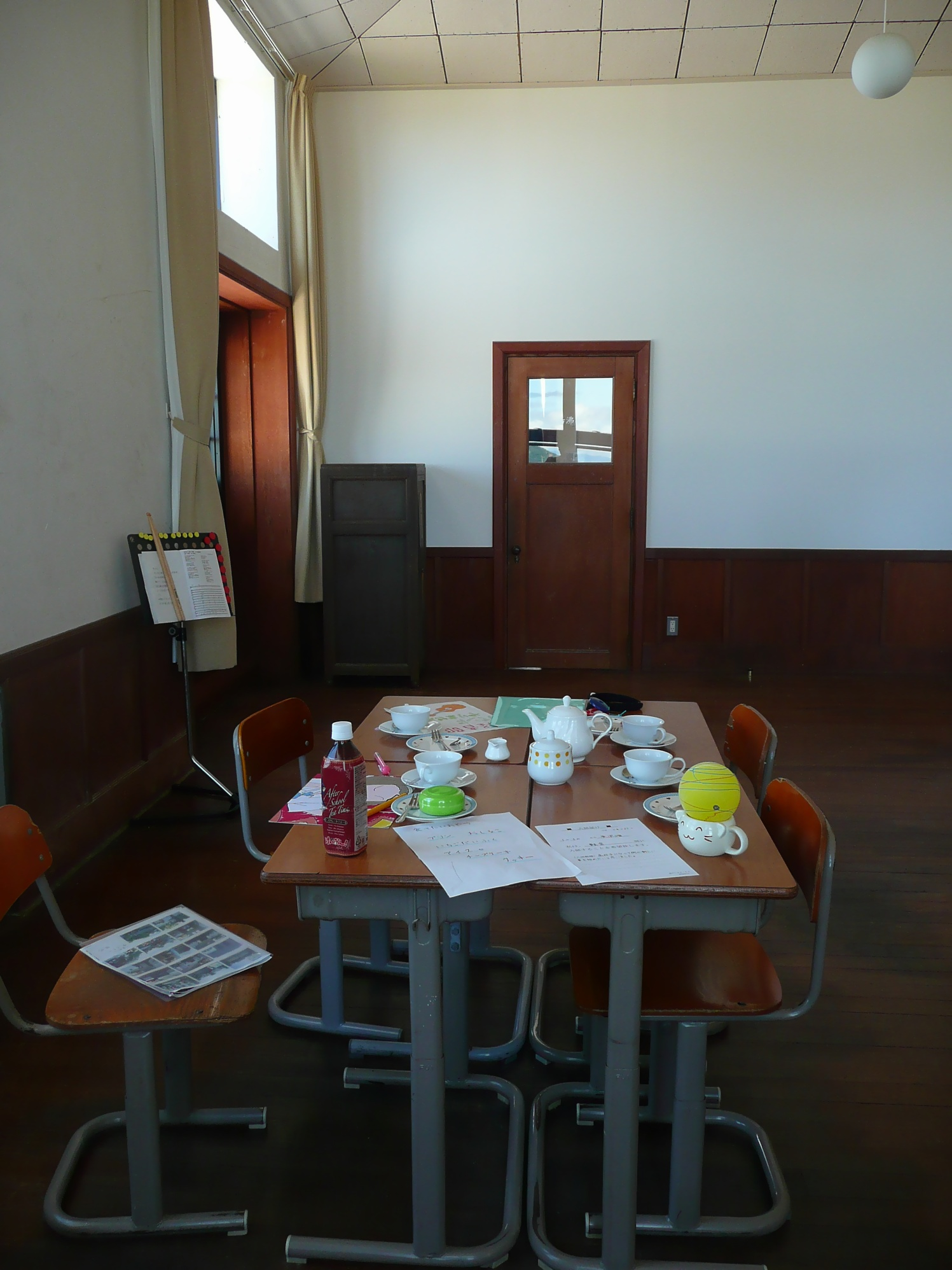
Bàn trà trong một lớp học trống của trường Toyosato, thiết lập theo K-ON! để thu hút khách tham quan. Có thể thấy một số bản ký âm và lời nhạc.

DVD đầu tiên của sê-ri anime phần hai, K-ON!!, đứng hạng 19 trên bảng xếp hạng DVD mới nhất của Oricon trong tuần từ 26 tháng 7 đến 1 tháng 8 năm 2010, với 3.981 bản được bán thành công; trong khi BD tương ứng xếp chiếm vị trí thứ ba trong bảng xếp hạng BD và rơi xuống hạng 5 trong tuần kế tiếp. DVD thứ hai đứng hạng 17 trong tuần từ 16 đến 22 tháng 8 năm 2010, với 3.782 bản; trong khi BD tương ứng dẫn đầu bảng và rơi xuống hạng 14 trong tuần kế tiếp. DVD thứ ba đứng hạng 15 trong tuần từ 13 đến 19 tháng 9 năm 2010, với 3.867 bản; trong khi BD tương ứng dẫn đầu bảng và soán ngôi kỷ lục BD của Bakemonogatari, sau đó đĩa này rơi xuống hạng 12 trong tuần kế tiếp. DVD thứ tư đứng hạng 14 trong tuần từ 18 đến 24 tháng 10 năm 2010, với 3.941 bản; trong khi BD tương ứng xếp vị trí thứ hai và rơi xuống hạng 14 trong tuần kế tiếp. DVD thứ năm đứng hạng 14 trong tuần từ 15 đến 21 tháng 11 năm 2010, với 4.106 bản; trong khi BD tương ứng dẫn đầu bảng và rơi xuống hạng 16 trong tuần kế tiếp. DVD thứ sáu đứng hạng 30 trong tuần từ 13 đến 19 tháng 12 năm 2010, với 3.776 bản; trong khi BD tương ứng chiếm vị trí số 1. DVD thứ bảy đứng hạng 16 trong tuần từ 17 đến 23 tháng 1 năm 2011, với 3.819 bản; trong khi BD tương ứng dẫn đầu bảng với doanh số khoảng 27.000 đĩa, đây là lần thứ ba liên tiếp BD của K-ON!! chiếm vị trí cao nhất. DVD thứ tám đứng hạng 9 trong tuần từ 14 đến 20 tháng 2 năm 2011, với 3.178 bản; trong khi BD tương ứng lại tiếp tục dẫn đầu lần thứ tư liên tiếp, và rơi xuống hạng 17 trong tuần sau. DVD cuối cùng của K-ON!! đứng hạng 20 trong tuần từ 14 đến 20 tháng 3 năm 2011, với 3.138 bản. BD tương ứng đã đứng đầu bảng xếp hạng của Oricon hai tuần liên tiếp, từ 14 đến 27 tháng 3 năm 2010. Và với việc cộng thêm thành tích này, hai sê-ri K-ON! trở thành anime đang giữ kỷ lục về số lần có BD đứng đầu bảng xếp hạng, với hơn mười đĩa đạt hạng nhất, đồng thời chiếm kỷ lục về anime có doanh số BD cao nhất (hơn 500.000 bản tính đến ngày 20 tháng 2 năm 2011). K-ON! đã đoạt danh hiệu Phim hoạt hình truyền hình hay nhất trong lễ trao giải Tokyo International Anime Fair năm 2010, đồng thời nhận giải Anime Grand Prix của năm 2009. K-ON!! đã đoạt giải thưởng Truyền hình xuất sắc nhất năm 2010 trong lễ trao Giải Animation Kobe lần thứ 15. Toyosaki Aki, seiyū của Yui, đã đoạt danh hiệu Nữ diễn viên chính xuất sắc nhất trong Giải Seiyū Chiến thắng Hàng năm lần thứ 5.
Nhà phê bình Carlo Santos của Anime News Network nhận xét cốt truyện của K-ON! khá mơ hồ, nhưng ngược lại chất lượng hình ảnh đã "gây chú ý đến từng chi tiết". Thiết kế nhân vật "khá lạ và phi thực, cố gắng để làm cho họ nhìn dễ thương nhất có thể", và "sẽ mất thời gian để quen với phong cách này". Nhìn từ quan điểm kỹ thuật hoạt hình, thì tác phẩm rất mềm mại và uyển chuyển với các góc nhìn nổi bật đủ để tránh gây nhàm chán cho người xem. Nhạc nền "thưa thớt một cách đáng ngạc nhiên và chỉ có vài bài rock". Nhưng khi ban nhạc bắt đầu trình diễn, âm nhạc thật sự đã trở nên nổi bật đúng với chủ đề của anime.
Đĩa đơn chứa ca khúc mở đầu của anime phần một, "Cagayake! Girls", đứng vị trí thứ tư trong bảng xếp hạng đĩa đơn hàng tuần của Oricon, có doanh số khoảng 62.000 bản. Ca khúc kết thúc "Don't Say 'Lazy'" đoạt vị trí thứ hai trong bảng xếp hạng, bán được 67.000 bản. Bài hát cũng được Giải Animation Kobe lần thứ 14 trao tặng danh hiệu Ca khúc chủ đề Xuất sắc nhất năm 2009. Ngoài ra, "Cagayake! Girls" và "Don't Say 'Lazy'" còn được Hiệp hội Công nghiệp ghi âm Nhật Bản (RIAJ) trao tặng huân chương Đĩa vàng và bạch kim sau khi bán được lần lượt hơn 100.000 và 250.000 bản. Ba CD image song của Azusa, Ritsu và Tsumugi phát hành cùng ngày 26 tháng 8 năm 2009 đã đồng thời xuất hiện trong tốp 10 trên bảng xếp hạng đĩa đơn mới nhất hàng tuần của Oricon, với các thứ hạng tương ứng là 3, 5 và 6. Đây là lần đầu tiên Oricon xảy ra trường hợp này. Đĩa EP Ho-kago Tea Time chiếm lĩnh vị trí số một trong bảng xếp hạng CD album hàng tuần của Oricon với 67.000 bản được bán thành công, trở thành album image song đầu tiên đại diện cho các nhân vật hư cấu của anime được đứng ở ngôi vị cao nhất. Hai bài hát mở đầu và kết thúc đầu tiên của mùa anime thứ hai là "Go! Go! Maniac" và "Listen!!" lần lượt chiếm các vị trí nhất và nhì trên bảng xếp hạng đĩa đơn của Oricon ngay trong tuần đầu tiên phát hành, với doanh số lần lượt là 83.000 và 76.000 bản. "Go! Go! Maniac" trở thành image song anime đầu tiên đứng đầu bảng xếp hạng đĩa đơn, và ban nhạc Ho-kago Tea Time trở thành tốp ca nữ thứ ba có tên trong hai vị trí cao nhất của bảng xếp hạng trong cùng một tuần, đây cũng là lần đầu tiên có ca sĩ làm được như vậy sau 26 năm từ thời của Matsuda Seiko vào năm 1983. Hai ca khúc mở đầu và kết thúc thứ hai của phần phim này, "Utauyo! Miracle" và "No, Thank You!", lần lượt bán được 85.000 và 87.000 bản ngay trong tuần đầu tiên ra mắt, đoạt các vị trí thứ ba và thứ hai trong bảng xếp hạng của Oricon. "Utauyo! Miracle" và "No, Thank You!" một lần nữa được RIAJ chứng nhận Đĩa vàng vào tháng 8 năm 2010 sau khi bán được hơn 100.000 bản. Đĩa đơn "Gohan wa Okazu"/"U&I" xếp vị trí thứ ba trong bảng xếp hạng Oricon, bán được 53.000 bản trong tuần đầu tiên phát hành. Các đĩa image song thứ hai của Azusa và Ritsu phát hành cùng ngày 17 tháng 11 năm 2010 đã lần lượt xếp các vị trí 9 và 10 trong tuần từ 15 đến 21 tháng 11 cùng năm, tuy nhiên đĩa của Tsumugi chỉ xếp hạng 11. Đây là lần đầu tiên K-ON! có nhạc phẩm không nằm trong tốp 10 của Oricon. Ba đĩa image song của Ui, Jun và Nodoka phát hành cùng ngày 19 tháng 1 năm 2011 đã lần lượt xuất hiện ở các vị trí 5, 8 và 9 trong bảng xếp hạng tuần từ 17 đến 23 tháng 1 cùng năm. Đĩa EP Ho-kago Tea Time II dẫn đầu bảng xếp hạng CD album hàng tuần của Oricon, với 127.000 bản được bán thành công. BD thu hình buổi hòa nhạc trực tiếp Let's Go! đã đừng đầu bảng xếp hạng Oricon toàn Nhật Bản, với 22.000 bản được bán ra trong tuần từ 28 tháng 6 đến 4 tháng 7 năm 2010.
Sharp và Bandai thông báo họ sẽ phát hành những chiếc máy tính trang trí bằng các nhân vật trong K-ON!. Một số nhạc cụ xuất hiện trong anime đã tăng doanh thu mạnh do được người hâm mộ K-ON! đổ xô đi mua, như bass, và các loại tai nghe; các nhà sản xuất nhạc cụ cũng cách điệu sản phẩm của họ bằng hình tượng K-ON! để quảng cáo. Ngoài các nhạc cụ ra còn nhiều món đồ chơi và thực phẩm theo chủ đề K-ON! cũng được bày bán, mặc dù chúng ít có sự liên hệ với tác phẩm này. Ngoài ra, kênh truyền hình Nhật Bản TBS thông báo rằng họ đã thu được 1,8 tỉ yên (khoảng 20 triệu USD) sau khi bán các mặt hàng như áo thun và phụ kiện khác theo chủ đề K-ON! từ 1 tháng 4 đến 30 tháng 6 năm 2010. Đầu tháng 9 năm 2010, chính quyền phủ Kyōto bắt đầu dùng K-ON!! để quảng cáo đợt điều tra dân số và khuyến khích mọi người tham gia.